# Ultraman Leo
Ultraman Leo (ウルトラマンレオ, Urutoraman Reo) là một chương trình truyền hình tokusatsu Nhật Bản và chương trình thứ 7 trong Ultra Series. Sản xuất bởi Tsuburaya Productions, Ultraman Leo được phát sóng từ 12 tháng 4 năm 1974, đến 28 tháng 3 năm 1975 với tổng cộng 51 tập.

## Bài hát chủ đề
- Ultraman Leo (ウルトラマンレオ, tập 1 - 13?)
  - Lời: Yu Aku
  - Composition & Arrangement: Kawaguchi Makoto
  - Nghệ sĩ: Manatsu Ryu, Lake Boys và Girls Choir (Tokyo records)
- Fight! Ultraman Leo (戦え! ウルトラマンレオ, tập 14 - 51?)
  - Lời: Yu Aku
  - Composition & Arrangement: Kawaguchi Makoto
  - Nghệ sĩ: Hide Yuki (credited as Hideyuki), Lake Boys và Girls Choir (Tokyo records)